# Rædwald
Rædwald († zwischen 616 und 627) war der wohl bedeutendste König des angelsächsischen Königreichs East Anglia aus der Dynastie der Wuffinger.

## Leben

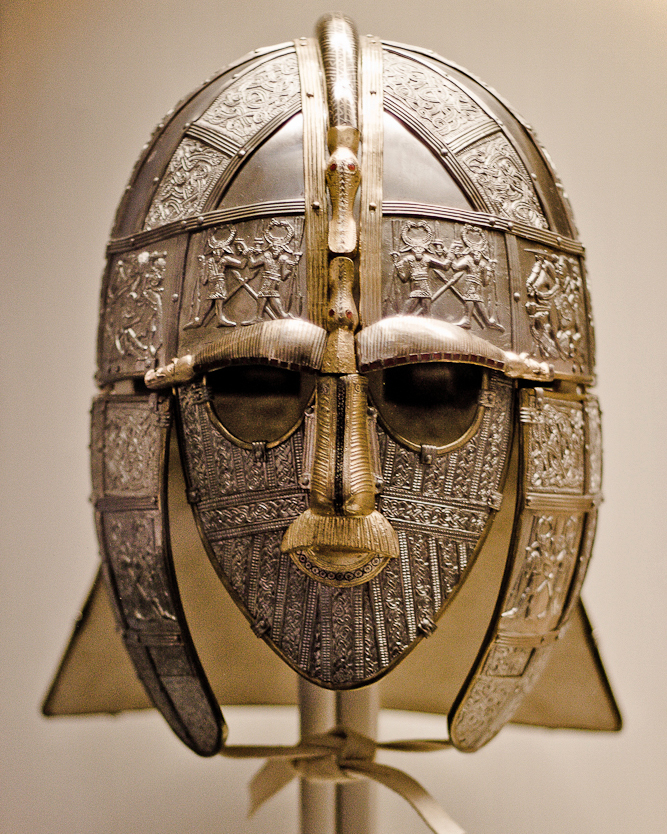
Spangenhelm von Sutton Hoo, der vermutlich König Rædwald gehörte

Rædwald war der erste sicher belegte „historische“ König East Anglias, von dem mehr als nur der Name überliefert wurde; die meisten der recht dürftigen Informationen sind in der Kirchengeschichte des Beda Venerabilis überliefert. Sie stellt die wichtigste Quelle für diesen Zeitraum dar, ergänzt durch Berichte der Angelsächsischen Chronik und andere später entstandene Darstellungen. 
Rædwald war der Sohn des Tyttla und Enkel des Dynastiegründers Wuffa (insofern letzterer historisch ist). Er war ein Bruder Enis. Seine Kinder waren Rægenhere († 616) und Eorpwald. Sigebert war eventuell sein Stiefsohn. Sein Regierungsbeginn wird üblicherweise um 593 oder 599 datiert.
Zu Beginn seiner Herrschaft stand Rædwald unter der Oberherrschaft des Bretwalda Æthelberht von Kent. Æthelberht drängte Rædwald, den christlichen Glauben anzunehmen. Beda Venerabilis zufolge hat sich Rædwald (vielleicht um 604) in Kent der Taufe unterzogen und die Gottesdienste besucht, zugleich aber weiter seinen alten Göttern gedient. In seinem Tempel sollen zwei Altäre gestanden haben, einer für den christlichen Gott und einer für heidnische Gottheiten. Ein „Schwebezustand“ zwischen alten heidnischen und neuen christlichen Glaubensvorstellungen ist allerdings durchaus nicht einzigartig. Wenn die Identifizierung Rædwalds im berühmten Grab von Sutton Hoo jedoch zutreffend sein sollte (siehe unten), wäre dies letztlich als ein starkes Bekenntnis des Königs zum Heidentum zu verstehen. Eventuell war Rædwald für die Vertreibung christlicher Bischöfe mitverantwortlich, wie des Londoner Bischofs Mellitus.
Um 616 gewährte Rædwald dem von Æthelfrith aus Northumbria vertriebenen Edwin, der sich als rechtmäßigen Thronerben sah, Asyl. Æthelfrith bot Rædwald eine hohe Summe, wenn dieser Edwin töten oder ausliefern würde; im Falle der Ablehnung drohte er Rædwald mit Krieg. Rædwald soll Beda zufolge zunächst dazu bereit gewesen sein, Edwin zu hintergehen, wurde dann aber von seiner Frau umgestimmt. Er schickte anschließend seine Truppen in Richtung Norden. Am Fluss Idle kam es 616 zur entscheidenden Schlacht, Æthelfrith wurde vernichtend geschlagen und kam bei den Kämpfen ums Leben. Rædwald hatte in der für seine Truppen siegreichen Schlacht allerdings auch den Verlust seines Sohnes Rægenhere zu beklagen. Vermutlich führte dieser Sieg zu Rædwalds Anerkennung als Bretwalda und damit zu dessen Oberherrschaft innerhalb der angelsächsischen Heptarchie. Edwin zog siegreich in Northumbria ein, Æthelfriths Erben mussten nun ihrerseits ins Exil.
Rædwalds weitere Herrschaft scheint politisch stabil in Frieden und Wohlstand verlaufen zu sein. Er starb zwischen 616 und 627. Nachfolger wurde sein Sohn Eorpwald.

## Grab von Sutton Hoo
Zu Rædwalds Lebzeit kam in der Nähe des ostanglischen Königssitzes Rendlesham, in Sutton Hoo und Snape, die skandinavische Sitte der Schiffsgräber auf, wobei das Schiffsgrab in Sutton Hoo besonders wertvolle Beigaben enthielt (unter anderem Schmuck, Kleidungsgegenstände, Waffen und über 30 merowingische Münzen), so dass es sich um ein Herrschergrab handeln muss. Hector Munro Chadwick nahm bereits kurz nach der Entdeckung an, dass es sich bei dem im Mound 1 genannten Schiffsgrab begrabenen Herrscher um Rædwald gehandelt hat. Wenngleich dies nicht gesichert ist, sprechen die in den Quellen herausgehobene Machtstellung Rædwalds in diesem Zeitraum und die reichen Grabbeigaben dafür, so dass dieser Annahme bis heute in der (historischen) Forschung mehrheitlich gefolgt wird.